# Montrésor
Montrésor és un municipi francès, situat al departament de l'Indre i Loira i a la regió de Centre – Vall del Loira. L'any 2007 tenia 363 habitants.

## Demografia

### Població
El 2007 la població de fet de Montrésor era de 363 persones. Hi havia 180 famílies, de les quals 75 eren unipersonals (31 homes vivint sols i 44 dones vivint soles), 70 parelles sense fills, 31 parelles amb fills i 4 famílies monoparentals amb fills.
La població ha evolucionat segons el següent gràfic:
Habitants censats

### Habitatges
El 2007 hi havia 281 habitatges, 191 eren l'habitatge principal de la família, 53 eren segones residències i 37 estaven desocupats. 267 eren cases i 15 eren apartaments. Dels 191 habitatges principals, 113 estaven ocupats pels seus propietaris, 69 estaven llogats i ocupats pels llogaters i 9 estaven cedits a títol gratuït; 3 tenien una cambra, 10 en tenien dues, 26 en tenien tres, 51 en tenien quatre i 101 en tenien cinc o més. 134 habitatges disposaven pel capbaix d'una plaça de pàrquing. A 86 habitatges hi havia un automòbil i a 70 n'hi havia dos o més.

### Piràmide de població
La piràmide de població per edats i sexe el 2009 era:
| Homes | Edats   | Dones |
| ----- | ------- | ----- |
| 0     | 95 o +  | 0     |
| 0     | 90 a 94 | 4     |
| 0     | 85 a 89 | 12    |
| 4     | 80 a 84 | 4     |
| 16    | 75 a 79 | 20    |
| 8     | 70 a 74 | 12    |
| 20    | 65 a 69 | 28    |
| 12    | 60 a 64 | 12    |
| 0     | 55 a 59 | 4     |
| 16    | 50 a 54 | 8     |
| 16    | 45 a 49 | 8     |
| 8     | 40 a 44 | 8     |
| 12    | 35 a 39 | 8     |
| 16    | 30 a 34 | 28    |
| 12    | 25 a 29 | 8     |
| 4     | 20 a 24 | 8     |
| 20    | 15 a 19 | 12    |
| 8     | 10 a 14 | 8     |
| 12    | 5 a 9   | 8     |
| 16    | 0 a 4   | 4     |

## Economia
El 2007 la població en edat de treballar era de 211 persones, 147 eren actives i 64 eren inactives. De les 147 persones actives 135 estaven ocupades (69 homes i 66 dones) i 12 estaven aturades (8 homes i 4 dones). De les 64 persones inactives 24 estaven jubilades, 16 estaven estudiant i 24 estaven classificades com a «altres inactius».

### Ingressos
El 2009 a Montrésor hi havia 175 unitats fiscals que integraven 340 persones, la mediana anual d'ingressos fiscals per persona era de 15.973 €.

### Activitats econòmiques
Dels 28 establiments que hi havia el 2007, 2 eren d'empreses extractives, 1 d'una empresa alimentària, 3 d'empreses de construcció, 8 d'empreses de comerç i reparació d'automòbils, 5 d'empreses de transport, 1 d'una empresa d'hostatgeria i restauració, 1 d'una empresa financera, 1 d'una empresa de serveis, 4 d'entitats de l'administració pública i 2 d'empreses classificades com a «altres activitats de serveis».
Dels 10 establiments de servei als particulars que hi havia el 2009, 1 era una gendarmeria, 1 oficina de correu, 1 una oficina bancària, 1 taller de reparació d'automòbils i de material agrícola, 1 autoescola, 1 paleta, 1 guixaire pintor, 1 fusteria, 1 perruqueria i 1 restaurant.
Dels 3 establiments comercials que hi havia el 2009, 1 era una gran superfície de material de bricolatge, 1 una botiga de menys de 120 m² i 1 una peixateria.
L'any 2000 a Montrésor hi havia 4 explotacions agrícoles.

## Equipaments sanitaris i escolars
L'únic equipament sanitari que hi havia el 2009 era una farmàcia.
El 2009 hi havia una escola elemental integrada dins d'un grup escolar amb les comunes properes formant una escola dispersa. Montrésor disposava d'un col·legi d'educació secundària amb 207 alumnes.

## Poblacions més properes
El següent diagrama mostra les poblacions més properes.